# 댄스☆맨
댄스☆맨(Dance☆Man, ダンス☆マン, 1963년 ~ )은 일본의 가수이며, 본명은 후지사와 히데키(일본어: 藤沢秀樹)이다. 아프로(아-후로)머리가 트레이드 마크로 Funk계 음악을 하고 있다.

## 커리어
독쿄대(獨協大学)의 경제학과를 다녔지만 자퇴하였다. 대학에 다니는 동안엔 JADOES라는 밴드 활동을 했다.(1986년) 1998년, 공식적으로 대뷔했으며 스스로를 미러볼 행성에서 온 외계인이라고 주장하며 음악기인의 행보를 시작한다. 당시엔 70,80년대의 미국/영국 댄스곡을 리 어레인지하였다.(미국 댄스곡이라고는 하나 대부분 Funk뮤직에 국한되어있다.) 1999년, 가수가 아닌 편, 작곡가로써의 활동을 시작한다. 모닝구 무스메의 7번째 싱글인 "러브 머신"을 통해 편곡자 경력을 시작했고 해당 곡이 히트를 치면서 음악업계에 이름이 알려지게 되었다. 현재 그의 음악적 감각을 인정받아 코나미의 비트매니아의 리 어레인지도 맡고있다.

## 발표 음반

### 싱글 음반
- 1998년 3월 18일 背の高いやつはジャマ
- 1998년 11월 18일 ワンBOXのオーナー
- 1999년 5월 26일 ヘンなあだ名はイヤ
- 2000년 4월 26일 接吻のテーマ
- 2000년 7월 5일 “ドーム3コ分”ってどのくらい？
- 2000년 10월 18일 漢字読めるけど書けない
- 2000년 12월 20일 恋と愛の天国
- 2001년 6월 6일 JAZZ SOUL FANK
- 2001년 10월 3일 LA☆BOOO
- 2002년 1월 30일 勝利 V 絶対つかもう！
- 2004년 5월 8일 アフロ軍曹
- 2008년 11월 12일 南天のど飴の歌